# Augustus Radcliffe Grote
Augustus Radcliffe Grote (Liverpool, 1841 – Hildesheim, 1903) è stato un entomologo inglese.
Operò principalmente negli Stati Uniti d'America. Scoprì e descrisse numerose specie di lepidotteri paleartici, principalmente negli Stati Uniti, in Messico e a Cuba.

## Opere
- 1865 - Notes on the Sphingidæ of Cuba, Philadelphia.
- 1875-76 - Check list of the Noctuidae of America, north of Mexico ... I - II; Buffalo, N. Y.
- 1876 - The effect of the glacial epoch upon the distribution of insects in North America, Salem, Mass., Printed at the Salem press.
- 1897 - Die Schmetterlingsfauna von Hildesheim. — Mitt. Roemer Mus. Hildesh. 8: 14); type-genus: ‘Leptidia’ Billberg, 1820. — Invalid, based on an incorrect subsequent spelling of the name Leptidea Billberg, 1820.
- 1900 - The descent of the Pieridae. — Proc. amer. phil. Soc. 39: 13); type-genus: Dismorphia Hübner, [1816].

| A.Grote o Grote è l'abbreviazione standard utilizzata per le specie animali descritte da Augustus Radcliffe Grote. Categoria:Taxa classificati da Augustus Radcliffe Grote |